# جيسيكا مكدونالد
جيسيكا مكدونالد (بالإنجليزية: Jessica McDonald)‏ (28 فبراير 1988 في الولايات المتحدة - ) هي لاعبة كرة قدم أمريكية في مركز الهجوم. لعبت مع بورتلاند ثورنز وسياتل رين وشيكاغو رد ستارز ونادي ملبورن فيكتوري ووسترن نيويورك فلاش وشيكاغو رد ستارز وهيوستن داش وMelbourne Victory FC (W-League) ‏ وHerforder SV Borussia Friedenstal ‏.

## وصلات خارجية
- جيسيكا مكدونالد على موقع الاتحاد الدولي (مؤرشف)  (الإنجليزية)
- جيسيكا مكدونالد على موقع قاعدة بيانات كرة القدم.إي يو (الإنجليزية)
- جيسيكا مكدونالد على موقع Soccerway.com (الإنجليزية)
- جيسيكا مكدونالد على موقع عالم كرة القدم.نت (الإنجليزية)